# 塩路一郎

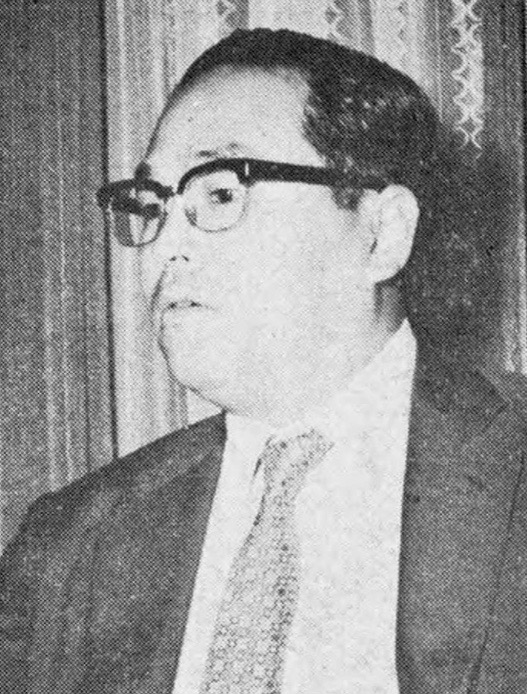
塩路一郎（1967年）

塩路 一郎（しおじ いちろう、1927年〈昭和2年〉1月1日 - 2013年〈平成25年〉2月1日）は、日本の労働運動家。東京出身で明治大学法学部夜間部卒。1953年（昭和28年）の日産争議における活動で日産自動車社内で権力を得て、日産自動車労働組合書記長として、1986年（昭和61年）の失脚まで経営陣よりも日産の経営や人事を牛耳る絶対的権力者・独裁者であった  。自動車労連（日本自動車産業労働組合連合会）会長（1962年〈昭和37年〉就任）、ILO(国際労働機関)理事（1969年〈昭和44年〉就任）、自動車総連会長（1972年〈昭和47年〉の結成時に就任）も務めた。

## 来歴・人物
東京市神田（現・東京都千代田区北東部）生まれ。後に芝区（現・港区）に移転する。父親は「小児牛乳」という牛乳会社を共同経営していた。第一東京市立中学校（現・東京都立九段高等学校）を卒業後、海軍機関科将校の養成機関である海軍機関学校に入校した。少年時代から機械いじりを好み、ラジオの組み立てなどに熱中していたので、将来はエンジニアとして、海軍の技術将校か大企業の技術系社員になることを夢見ていた。終戦後まもなく父親が死去し牛乳会社も解散、幼い弟妹を養うために塩路は、引揚者輸送、ダンス教師、ラジオ修理店店員など様々な職業に就き、戦後の混乱期を生き抜いていた。1949年（昭和24年）、日本油脂に就職し、倉庫勤務の傍ら明治大学法学部の夜間部に入学、また、労働組合から勧誘され、初めて労働組合運動というものを認識した。しかし塩路から見て、組合の幹部を占めていた共産党員は、目的のために手段を選ばないように映り、嫌悪の念を覚えるようになった。やがて組合幹部から忌避され、「資本家のイヌ」のレッテルを貼られるに至り、転職を考えるようになる。竪山利忠の指導を仰ぐ世界民主研究所の鍋山貞親の影響を受け、反共思想を前面に出すようになったという。

### 日産入社
1953年（昭和28年）、明治大学（夜間部）を卒業した塩路は日産自動車に入社した。官学偏重の当時の日産にとって私大夜間部出身者の採用は異例であった。なぜ入社できたのかについて三鬼陽之助は、当時の日産は委員長益田哲夫の率いる総評系の全日本自動車産業労働組合（全自）日産分会が全国最強の労働組合と呼ばれるほどの勢力を有していたため、労組対応に苦慮していた人事部長や日産経営陣に日本油脂時代の反組合の経歴をアピールしたからではないか、と推測している。塩路は人事部長に「受験だけは、差別待遇をせず平等に取り扱って欲しい」と、3日間に渡って日参して直訴し、入社試験受験にこぎつけたといわれている。塩路は入社後、横浜工場の経理課に配属された。
その年の夏に総評系である全自日産は賃上げを要求してストライキを起こした。かねてから労働問題に苦慮していた日産は、この争議を労働問題を根本的に解決する機会とみなして徹底抗戦の構えを取り、経済界も総力をあげ日産を支援する態勢を整える。日産経営陣からの働きかけで宮家愈ら学卒者職員を中心として「第二組合」とも言える日産自動車労働組合を結成し、全自日産に加入している労働者を切り崩す作戦を開始した。塩路は日産労組の青年部長職につくと労働者切り崩しの先頭に立ち、ほどなく反全自の急先鋒として名前を売る。両組合の労働者勧誘合戦では幹部への懐柔工作や傷害事件として訴えを起こされるほどの暴力・圧迫など、強硬武闘派路線を展開。また会社側は銀行融資を受けてストライキに耐え、一方でスト参加者たちへの給与支払い停止で対抗した。4ヶ月間におよぶ闘争の結果、給与不払いに疲弊した労働者たちは続々と宮家・塩路派の日産労組に移籍し、益田の全自日産の勢力は弱まり少数派に追い込まれていった。最終的に労働側は職場復帰に同意し、争議終息後に全自日産所属の労組幹部は解雇され、戦後日本労働界を揺るがせた日産争議は会社側の完全勝利に終わった。この勝利で頭角を現した塩路はハーバード大学ビジネス・スクールへの留学（1959年 - 1960年）を経て、1961年（昭和36年）日産労組組合長、1962年（昭和37年）自動車労連会長、1964年（昭和39年）同盟副会長にそれぞれ就任した。川又克二社長と親密な関係を保ちながら、企業の発展を旗印に、係長・職長クラスの職制組合員を掌握し、「労使協調」路線を定着させていった。
1972年（昭和47年）、自動車総連を結成し、会長に就任。労働界では民間労組主導型の労働戦線統一の推進者となり、1980年（昭和55年）に「労働戦線統一推進会」を発足させた。1982年（昭和57年）の全民労協（全日本民間労働組合協議会）結成に際して副議長となった。このころの彼は日産自動車社内で「塩路天皇」の異名を取るほどの権勢をふるい、専用車はプレジデント、品川区に7LDKの自宅、自家用ヨットを所有し、「労組の指導者が銀座で飲み、ヨットで遊んで何が悪いか」とうそぶく、まさに「労働貴族」の名に相応しい権勢振りであった 。また1969年（昭和44年）に国際労働機関理事に当選するなど、国際的な活躍も華々しいものがあった。1975年（昭和50年）の東京都知事選挙では石原慎太郎の参謀四人衆の一人（他は浅利慶太、牛尾治朗、飯島清）として選挙運動を指揮する。
1977年（昭和52年）に社長に就任した石原俊は、世界市場の1割確保を目標とする経営方針「グローバル10」を策定し、積極的に海外進出を進めていった。その一環として、英国工場（現サンダーランド工場）建設を計画したところ、塩路はこれに猛反対し、「強行したら生産ラインを（ストライキで）止める」などと迫った。これを機に、石原経営陣との関係が険悪化していった。

### 女性スキャンダルによる失脚
その後、塩路に女性スキャンダルが発覚し、長年塩路体制下で不満を鬱積させていた職制組合員からの突き上げを受け、1986年（昭和61年）2月に一切の役職を辞任し、労働組合から引退した。1987年（昭和62年）には定年退職したが、かつての影響力は失われていた。
2012年（平成24年）、回想録『日産自動車の盛衰―自動車労連会長の証言』（緑風出版）を発表し、第一組合などを厳しく批判した。2013年（平成25年）2月1日、食道がんにより死去した。86歳没。

## 評価・批判
自動車評論家の徳大寺有恒は塩路を「日産の足を引っ張れるだけ引っ張った」と批判している。また元自動車ディーラー社長の上杉治郎の著書にも詳しい。
戦後の日産では、当時の社内労働組合が左派色の強い日本労働組合総評議会（総評）系だったことで争議が度々起き、長引くことも多かった。日産争議時に経営陣が第二労組を設立し、総評系の左派労組を解体に追い込んだことから、左派からは労使協調の右派御用組合活動家の典型とみなされることがある。経営者側からは、度々左派労組によるストライキで工場停止が起きていた日産における労使協調路線の功労者という評価がある一方、労組が過剰権力を持った悪しき実例と批判されることもある。日産の広報室課長の経験がある経営コンサルタントの川勝宣昭（元日本電産取締役）は、「生産現場の人事権、管理権を握り、日産の経営を壟断。生産性の低下を招き、コスト競争力でトヨタに大きく水をあけられるに至った元凶」と批判している。また、豪州日産の社長だった古川幸は、塩路について「あれは大した人物ではありませんよ」と新聞記者に漏らしたところ、豪州日産社長の職を解かれ、人事部付となり仕事を一切与えられなくなっただけでなく、部内に「ひと言も口を利くな」と指示が出され話しかける者は皆無という状況に置かれ、精神的に不安定となった。そして、日産を離れ群馬県の小さな町にある、従業員40人のプラスチックメーカーの役員として出る案を提示された。古川は営業販売関係の仕事を希望したが、塩路の意向により、自動車労連傘下の労組がある企業（日産圏の販売会社など）へ転じることはできないこと、当該のプラスチックメーカーは日産圏外なので、塩路の了解が得られたことが伝えられた。川又会長ら経営陣らも塩路の顔色を伺っており、古川の息子（日産社員）の雇用は守る意味でも古川本人の冷遇処罰には逆らえない状況であったと打ち明けている
日産のその後の経営危機の原因となった、欧州進出を目指した「グローバル10」を強行する石原に対して塩路が批判を浴びせた部分のみは的を射ていたと評価されている。石原も塩路と同じく「唯我独尊的な性格」であり、徹底して反対派を追い落とし、社内抗争を繰り返してきた。例として、石原の最大のライバルだった米国日産社長の片山豊が北米市場で成功させた「ダットサンブランド」を、ライバル憎しの理由だけで1981年（昭和56年）に消滅させたことはつとに有名である。無謀な拡大戦略と北米戦略の失敗に加え、日産の内紛体質はそのままで構造改革も進まず、日産は1990年代に倒産寸前の危機に追い込まれ、それが同年代末期に仏ルノーが日産に出資し、カルロス・ゴーンの横暴を許す事態を招いていた。

## 登場作品
小説
- 高杉良『労働貴族』新版・徳間文庫、2005年